# Begonia sudjanae
Begonia sudjanae là một loài thực vật có hoa trong họ Thu hải đường. Loài này được C.-A.Jansson mô tả khoa học đầu tiên năm 1963.

## Hình ảnh

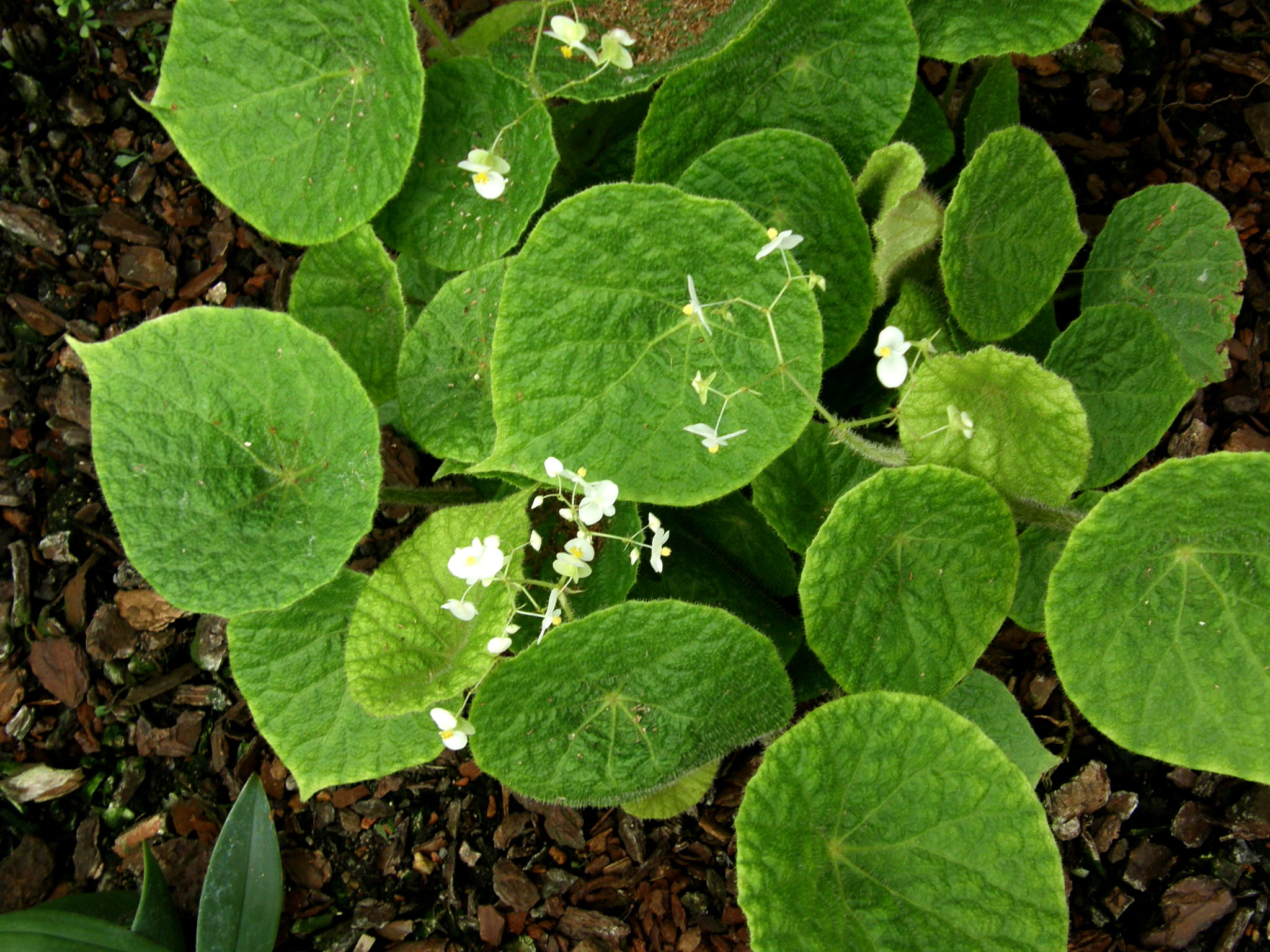